# 眉山送信所
眉山送信所（びざんそうしんしょ）は徳島県徳島市眉山にあるテレビジョン放送とFMラジオ放送の送信所である。徳島県域局の親局・コミュニティFM局の送信所が設置されている。なお、本項では、以前開局されていたジャパン・モバイルキャスティング「NOTTV」の中継局についても併せて記述する。

## 放送区域
地上デジタル放送におけるこの送信所の電波法に定める放送区域（1mV/m）は徳島県名西郡石井町、板野郡松茂町、北島町及び藍住町の全域並びに徳島市、鳴門市、小松島市、阿南市、吉野川市、阿波市、美馬市、名東郡佐那河内村、名西郡神山町、板野郡板野町、上板町及び兵庫県南あわじ市の各一部、約22万世帯である。徳島県全世帯の約76%をカバーしている。
県内では主に吉野川流域、県外では主に兵庫県南あわじ市や和歌山県の紀伊水道北部沿岸地域に電波が広く届いている。これは眉山送信所で使用される物理チャンネルが、近隣府県で使用される親局や中継局で使われていないためである。

## 歴史
- 1959年
  - 3月15日 - NHK徳島放送局総合テレビジョン開局。
  - 4月1日 - JRT四国放送標準テレビジョン放送開局。
- 1967年2月20日 - UHF実験局としてNHK徳島放送局教育テレビジョン放送開始（38ch、映像出力30kW）[1]。
  - NHK徳島教育テレビの開局日はこの日となっている。
- 1968年2月20日 - NHK徳島教育テレビが実験局から放送局に昇格し本放送開始[2]。
  - 日本初の大電力UHFテレビジョン放送局。
- 1969年3月1日 - NHK徳島放送局FM放送開局。
- 1992年4月1日 - FM徳島開局。
- 1996年7月1日 - B-FM791開局。
- 2006年10月1日 - 全局地上デジタルテレビ放送本放送開始。
- 2011年7月24日 - アナログテレビジョン放送終了により、アナログテレビジョンの送信を終了。
- 2013年
  - 7月23日 - ジャパン・モバイルキャスティングの中継局に予備免許交付。
  - 9月30日 - NOTTV本放送開始。
- 2016年6月30日 - NOTTV放送終了。
- 2018年9月30日 - JRT四国放送ラジオFM補完中継局開局。

## 施設
放送施設は徳島市中心部にある標高276.7mの眉山山頂に位置しており、徳島平野全体を見通すことができる。山頂を挟んで南側にNHK、北側にJRTの計2塔が位置する。

### NHK
- 所在地：徳島市眉山町茂助ケ原3番の2

NHK徳島放送局の総合テレビ・教育テレビアナデジとFM放送が送信されている。
鉄塔は1塔でアンテナ配置は上からデジタル総合・教育共用、アナログ総合（スーパーターンスタイルアンテナ4段）、アナログ教育（2L双ループアンテナ3段16面）、NHK-FM（2Dダイポールアンテナ2段4面）である。
かつてアナログ総合のスーパーターンスタイルアンテナはJRTと同じく6段であったが、デジタル化により上部にデジタルアンテナを取り付ける都合で4段に変更された。
NHK-FMは周波数帯が近いためアナログ総合と共用が可能であるが、それぞれが独立したアンテナとして運用されている。かつてはFM徳島と同じく2L双ループアンテナ1段4面であった。

### JRT・FM徳島
- 所在地：徳島市眉山町茂助ケ原9番の10

JRT四国放送のテレビジョン放送・FM補完中継局とそこに間借りする形でFM徳島が送信されている。
アンテナ配置はデジタル完全移行前までは上段がJRTアナログ（スーパーターンスタイルアンテナ6段）、中段がエフエム徳島（2L双ループアンテナ1段4面）、下段がJRTデジタルであったが、デジタル完全移行後は上段がJRTデジタル、下段がエフエム徳島である。中段にはJRTのFM補完中継局（3素子八木アンテナ2段4方向）が設置された。
NHKの場合、デジタル化の際はアナログアンテナであるスーパーターンスタイルアンテナの段数を減らしその上にデジタルアンテナを取り付けた。一方、JRTの場合はアナログ放送終了までアナログVHFアンテナは変更せずエフエム徳島のアンテナの下部にスキュー配列によるデジタルUHFアンテナを追加して対応していたが、2011年7月24日にアナログテレビ放送が終了したため、これまで使用していたアナログVHFアンテナを一部撤去し、その部分にデジタルUHFアンテナを設置して事実上のデジタルUHF送信アンテナ移設となった。エフエム徳島は2L双ループアンテナを使用している。

## 送信設備

### 地上デジタルテレビジョン放送
| ID                                    | 放送局名     | コールサイン | 物理 チャンネル | 空中線電力 | ERP   | 放送対象地域 | 放送区域内世帯数 | 放送開始日    |
| ------------------------------------- | ------------ | ------------ | --------------- | ---------- | ----- | ------------ | ---------------- | ------------- |
| 1                                     | JRT 四国放送 | JOJR-DTV     | 31              | 1kW        | 6.5kW | 徳島県       | 約22万世帯       | 2006年10月1日 |
| 2                                     | NHK 徳島教育 | JOXB-DTV     | 40              | 1kW        | 6.2kW | 全国         | 約22万世帯       | 2006年10月1日 |
| 3                                     | NHK 徳島総合 | JOXK-DTV     | 34              | 1kW        | 6.2kW | 徳島県       | 約22万世帯       | 2006年10月1日 |
| ※全局局名は徳島本局 ※全局に指向性あり |              |              |                 |            |       |              |                  |               |

### 地上アナログテレビジョン放送
| ch                                                                                              | 放送局名     | コールサイン | 空中線電力         | ERP                | 放送対象地域 | 放送区域内世帯数 | 開局日        | 閉局日        |
| ----------------------------------------------------------------------------------------------- | ------------ | ------------ | ------------------ | ------------------ | ------------ | ---------------- | ------------- | ------------- |
| 1                                                                                               | JRT 四国放送 | JOJR-TV      | 映像1kW/音声250W   | 映像6kW/音声1.5kW  | 徳島県       | 不明             | 1959年4月1日  | 2011年7月24日 |
| 3                                                                                               | NHK 徳島総合 | JOXK-TV      | 映像1kW/音声250W   | 映像4kW/音声1kW    | 徳島県       | 不明             | 1959年3月15日 | 2011年7月24日 |
| 38                                                                                              | NHK 徳島教育 | JOXB-TV      | 映像10kW/音声2.5kW | 映像35kW/音声8.7kW | 全国         | 不明             | 1967年2月20日 | 2011年7月24日 |
| ※全局局名は徳島本局 ※3chは無指向性、その他は全局に指向性あり ※2011年7月24日をもって廃止された。 |              |              |                    |                    |              |                  |               |               |

### FMラジオ放送
| 周波数 （MHz）                                                                                           | 放送局名     | コールサイン                                            | 空中線 電力 | ERP   | 放送 対象地域 | 放送区域 内世帯数 | 放送 開始日    |
| --- | ------------ | ------------------------------------------------------- | ----------- | ----- | ------------- | ----------------- | -------------- |
| 79.1 | B-FM791      | JOZZ9AC-FM                                              | 20W         | 14.5W | 徳島市        | -                 | 1996年 7月1日  |
| 80.7 | FM徳島       | JOMV-FM                                                 | 1kW         | 1.5kW | 徳島県        | -                 | 1992年 4月1日  |
| 83.4 | NHK 徳島FM   | JOXK-FM                                                 | 1kW         | 1.5kW | 徳島県        | -                 | 1969年3月1日   |
| 83.4 | VICS         | JOVS-FCM38 （VICSとくしまエフエムもじたじゅうほうそう） | 1kW         | 1.5kW | 徳島県        | -                 | 2002年 5月     |
| 93.0 | JRT 四国放送 | （JRT徳島FM）                                           | 1kW         | 1.4kW | 徳島県        | 246,888世帯       | 2018年 9月30日 |
| ※全局局名は徳島本局（B-FM791の送信所はここのみ） ※全局に指向性あり ※B-FM791は開局当時は76.1MHzであった。 |              |                                                         |             |       |               |                   |                |

### マルチメディア放送
| 周波数 （MHz）                           | 放送局名         | 空中線電力 | ERP   | 放送区域                                                   | 放送区域内世帯数 | 開局日        | 閉局日        |
| ---------------------------------------- | ---------------- | ---------- | ----- | ---------------------------------------------------------- | ---------------- | ------------- | ------------- |
| 214.714286 （VHF11chに相当する周波数帯） | モバキャス NOTTV | 2.5kW      | 4.1kW | 徳島平野の中東部、及び兵庫県、和歌山県の紀伊水道沿岸の一部 | 267,306世帯      | 2013年9月30日 | 2016年6月30日 |